# Tweede Franse Republiek
De Tweede Franse Republiek of kortweg Tweede Republiek was de benaming voor Frankrijk van 1848 tot 1852.
Na de revolutie van 1848 deed koning Lodewijk Filips op 24 februari 1848 afstand van de troon ten gunste van zijn kleinzoon. De voorlopige regering onder leiding van Alphonse de Lamartine riep echter diezelfde dag de Tweede Franse Republiek uit.
De nieuwe republiek bleek een veel conservatiever beleid uit te oefenen dan de revolutionairen geëist hadden. Al snel kwam het tot een conflict tussen de radicale socialisten en gematigde republikeinen. Onder druk van de socialist Louis Blanc werden de Ateliers Nationaux (Nationale werkplaatsen) opgericht, waar werklozen tewerkgesteld werden. Toen de werkplaatsen op 21 juni vanwege geldgebrek door de regering werden gesloten gingen Parijse werklozen en arbeiders de straat op. Dit leidde tot een opstand van vijf dagen, door generaal Louis Eugène Cavaignac op bloedige wijze neergeslagen, met 1.500 doden en 15.000 gevangen die naar Algerije werden gedeporteerd.
Op 4 november werd een nieuwe grondwet aangenomen, waarbij Frankrijk een democratische republiek werd, met algemeen kiesrecht, een scheiding der machten en een direct verkozen regering en parlement. De republiek zou een enkelkamerig parlement hebben met 750 leden, verkozen voor een periode van drie jaar. De regering zou geleid worden door een president die voor vier jaar werd verkozen.

## Bonaparte wordt president

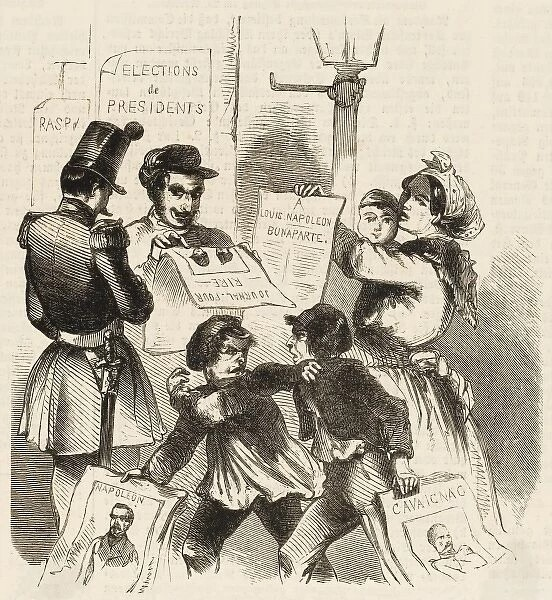
Karikatuur van de presidentsverkiezingen in 1848

In de presidentsverkiezingen stond de socialistische kandidaat Alexandre Ledru-Rollin tegen de republikeinse kandidaten Cavaignac en Lodewijk Napoleon Bonaparte, een neef van de voormalige keizer Napoleon I. Na de chaotische revolutiedagen wilde de Franse bevolking nu een sterke man die de rust en stabiliteit kon herstellen, en vond die in de persoon Bonaparte. Bij de verkiezingen op 10 december bleek hij verreweg de meeste stemmen te hebben gekregen (vijf en een half miljoen tegen anderhalf miljoen voor Cavaignac en 370.000 voor Ledru-Rollin) en werd hij tot president verkozen.
De nieuwbakken president zag nu zijn kans schoon om zijn oom Napoleon I na te volgen en zelf keizer van Frankrijk te worden. Hij gebruikte de volgende drie jaar om zich van de steun van het leger te verzekeren en de verschillende politieke facties tegen elkaar uit te spelen, zoals zijn oom 50 jaar eerder ook had gedaan.
In 1851 legde hij het parlement een grondwetswijziging voor die het mogelijk zou maken voor een president om herverkozen te worden voor een tweede termijn. Het parlement, dat gedomineerd werd door de orléanisten (die het huis Bourbon op de troon terug wilden hebben), verwierp deze grondwetswijziging.
Een staatsgreep door Bonaparte volgde op 2 december - niet toevallig dezelfde dag dat Napoleon I in 1804 tot keizer gekroond werd en in 1805 de Slag bij Austerlitz won. Tegenstand van onder meer Victor Hugo bleek nutteloos. Bonaparte dreef vervolgens grondwetswijzigingen door waarmee hij voor een periode van 10 jaar verkozen werd en dictatoriale macht in handen kreeg. Het parlement bleef wel bestaan, maar was vrijwel machteloos. Alle uitvoerende macht lag bij Bonaparte, net als het initiatiefrecht voor wetsvoorstellen.
Precies een jaar later, op 2 december 1852, na goedkeuring door een overweldigende meerderheid in een referendum, werd Bonaparte keizer van Frankrijk als Napoleon III. Dit betekende het einde van de Tweede Franse Republiek en het begin van het Tweede Franse Keizerrijk.